# Meşk
Meşk (dt. „Freude am gemeinsamen Musizieren“) ist eine alevitisch-kurdische Musikband, bestehend aus vier Bandmitgliedern, welche anatolische Volksmusik in verschiedenen Sprachen interpretiert.

## Bandgeschichte
Die Band wurde 2013 in Augsburg gegründet. Die vier Musiker Canan Yildirim, Sezgi Yildirim, Ali Altun und Eren Yildirim singen mystische und traditionelle Folklore auf Kurdisch, Türkisch und Zazaisch. Als Kinder der Gastarbeiter-Generation, mit Wurzeln in Qocgiri / Sivas, haben sie sich als Ziel gesetzt, die Traditionen und Werte ihrer Herkunft mit ihrer Leidenschaft zur Musik weiterzutragen.
Meşk hat sich in der alevitischen Musikszene etabliert, indem sie traditionelle Volkslieder und Überlieferungen alevitscher Dichter und Gelehrten mit modernen Einflüssen neu interpretieren. Angefangen mit selbstproduzierten YouTube-Videos aus dem hauseigenen Proberaum, schafften sie es in kurzer Zeit auf eine große Reichweite.
Unter anderem nahmen sie an verschiedenen musikalischen Projekten teil, darunter „Heimatlieder aus Deutschland - Berlin / Augsburg“. Das Projekt bietet eine Plattform für eingewanderte Folklore in Deutschland. In diesem Zusammenhang wurden mehrere Konzerte veranstaltet und als finales Projekt ein gemeinsames Album mit verschiedenen Interpreten veröffentlicht.
Außerdem setzt sich die Gruppe für gesellschaftspolitische Themen ein, wie unter anderem die Gleichstellung der Geschlechter, Schutz und Anerkennung der unterdrückten Minderheiten, Unterstützung der LGBTQIA+ und den Umweltschutz.

## Diskografie

### Singles
- 2020: Ahd-ı Iman

### EP
- 2021: Meşk Acoustic (Şu Yalan Dünyaya Geldim Geleli, Gam Çekme Haline, Warê Heseni (Ay lo dılo))

### Alben
- 2020: Meşk
- 2015: Heimatlieder aus Deutschland - Berlin / Augsburg (Heyder Heyder, Gönül)